# Saccharum officinarum
Saccharum officinarum là một loài thực vật có hoa trong họ Hòa thảo. Loài này được L. miêu tả khoa học đầu tiên năm 1753. 
Loài này có nguồn gốc ở New Guinea, Người Hồi giáo mang nó đến Tây Ban Nha đương đại (Andalusia, giữa Málaga và Motril) là nơi duy nhất ở châu Âu nơi nó phát triển. Nó đến Tân thế giới với người Tây Ban Nha và hiện đang được trồng ở các nước nhiệt đới và cận nhiệt đới trên toàn thế giới để sản xuất đường ăn và các sản phẩm khác.

## Hình ảnh

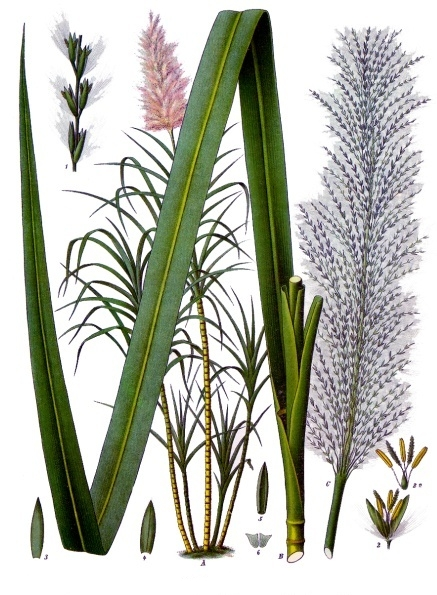
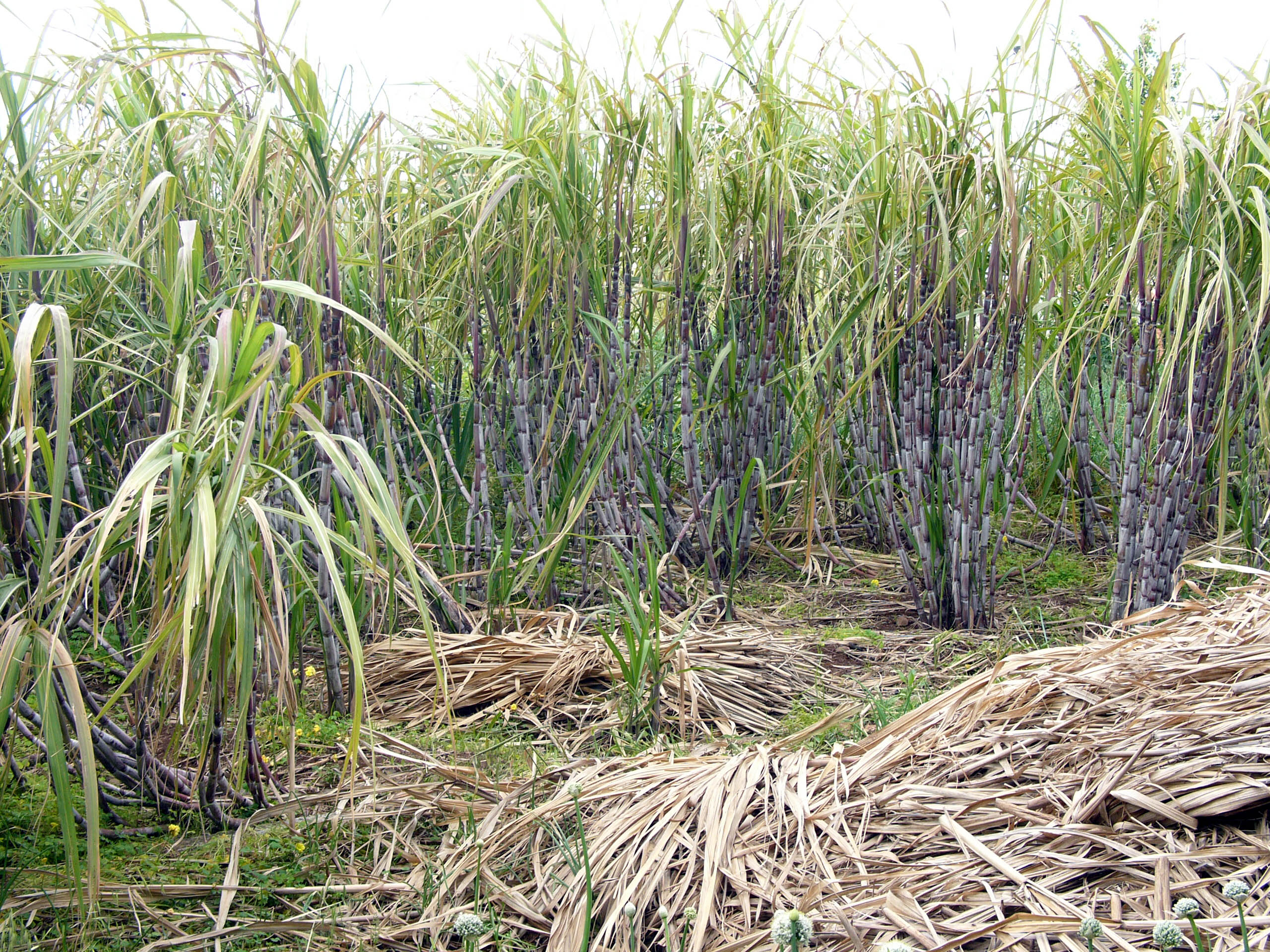
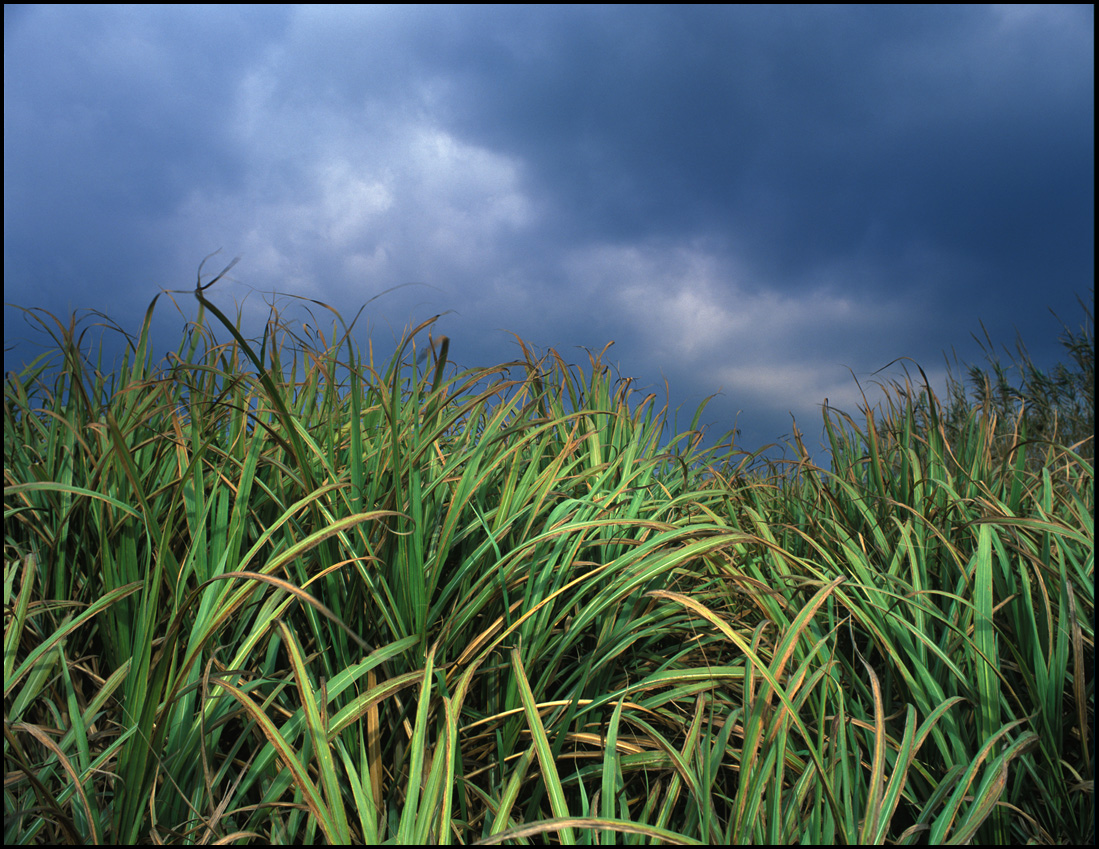
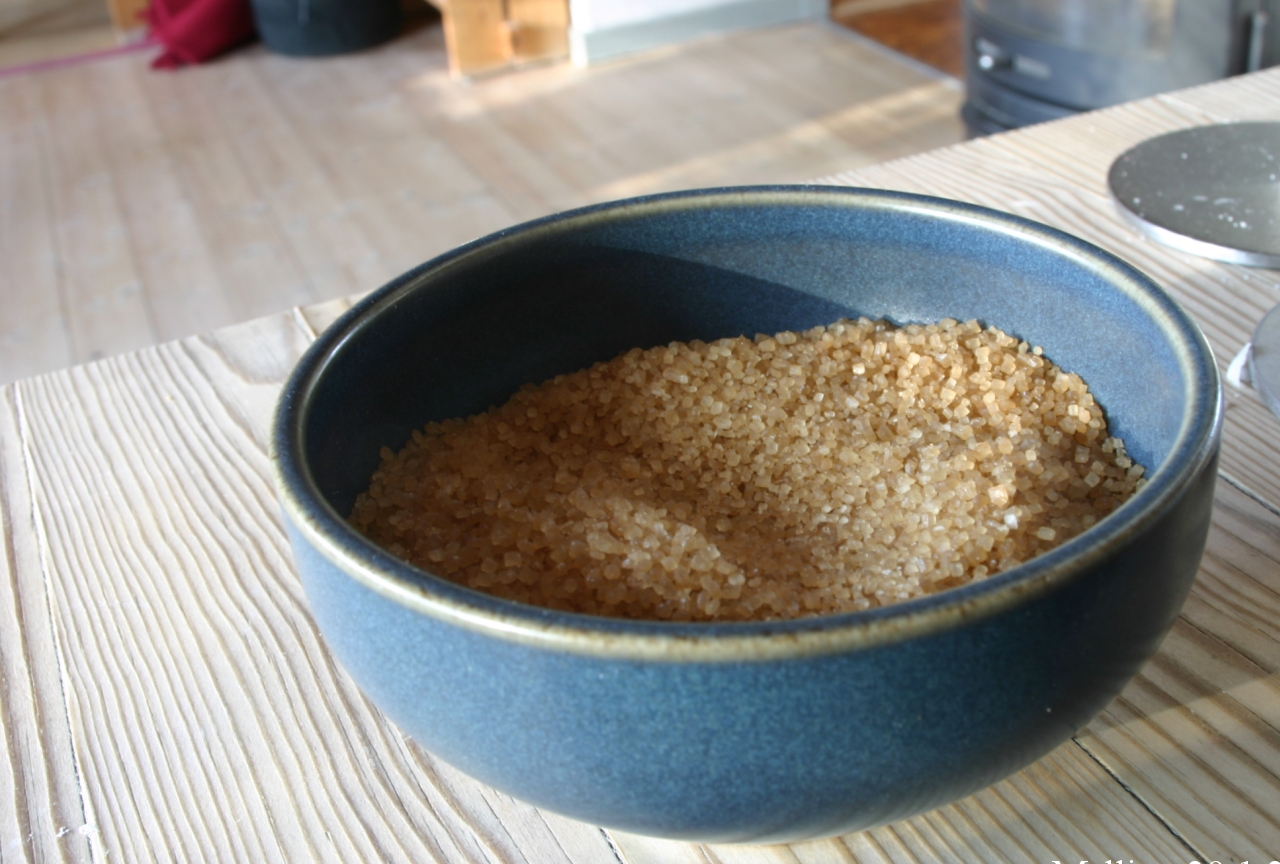